# Ferdinand von Lüninck
Ferdinand Joseph Meinolph Anton Maria friherre von Lüninck (3. august 1888 i Ostwig – 14. november 1944 i Berlin) var en tysk godsejer, officer og politiker.
Han var medansvarlig i planerne om et statskup i 1944 (20. juli-attentatet), og efter at det mislykkedes blev han arresteret, dømt til døden og henrettet. Han støttede i første omgang nazisterne i deres sag.